# Mediaset Italia
Mediaset Italia è un canale televisivo in lingua italiana che trasmette all'estero il meglio della programmazione dei principali canali Mediaset (Canale 5, Italia 1 e Rete 4) poco dopo la messa in onda in Italia.
La voce ufficiale dei promo del canale, è dello speaker Gigio D'Ambrosio.
A differenza dell'emittente concorrente ovvero Rai Italia questo canale non ha avuto produzioni ma solo programmi provenienti principalmente in differita dalle reti principali del Gruppo Mediaset.
Dal 2021 l'offerta Mediaset per gli italiani all'estero si arricchisce con Mediaset International (che sostituisce Mediaset Italia Online), la quale include la visione del canale Mediaset Italia e TGcom24, come channel aggiuntivo (non attivabile in Italia, Città del Vaticano e San Marino) di Mediaset Infinity.

## Programmi

### Intrattenimento
- Amici
- Avanti un altro!
- Bikini
- Caduta libera
- Ciao Darwin
- Chi ha incastrato Peter Pan?
- Chi vuol Essere Milionario
- Colorado
- Cotto e mangiato
- Domenica Cinque
- Forum
- Grande Fratello
- Il senso della vita
- Invincibili
- Io canto
- Iris la settimana
- Kalispera!
- L'isola dei famosi
- Le Iene
- Mattino Cinque
- Melaverde
- Pianeta Mare
- Pomeriggio Cinque
- Ricette di famiglia
- Ti racconto un libro
- The Call Trasformat
- Uomini e donne
- Verissimo
- Vite straordinarie
- Zelig
- I viaggi del cuore

### Fiction e soap opera
- Centovetrine
- Finalmente soli
- I Cesaroni
- Vivere
- Così fan tutte

### Informazione
- Confessione reporter
- Quarta Repubblica
- #CR4 - La Repubblica delle donne
- Dritto e rovescio
- Quarto Grado
- Matrix
- TG4
- Storie di donne
- Studio Aperto
- Live - Non è la D'Urso
- Tabloid
- Terra!
- TG5
- TGcom24 (in diretta su Mediaset International)
- Top secret
- 4 di sera

## Paesi
Il canale, attraverso diversi operatori, è presente nei seguenti paesi.
- Albania: Tring, Digitalb, Abcom
- Australia: Worldmedia
- Belgio: Telenet, SFR, VOO, Proximus (Belgacom)
- Bulgaria: A1, Vivacom, Neosat
- Croazia: Iskon Tv, Max Tv
- Canada: Rogers
- Francia: Orange, Free
- Germania: Kabelkiosk, Unitymedia, Kabel BW
- Israele: Hot
- Italia: Mediaset
- Lussemburgo: Numericable
- Paesi Bassi: Ziggo, Caiway, Vodafone Thuis, Stipte
- Slovenia: T-2, SiOL TV
- Svizzera: UPC Switzerland
- USA: Comcast, Dish Network, DirecTV.